# SN 1997bd
SN 1997bd – supernowa typu Ia odkryta 8 marca 1997 roku w galaktyce A124028-0005. W momencie odkrycia miała maksymalną jasność 23,10m.